# Liga Nacional de Futebol Americano de 2017
A Liga Nacional de Futebol Americano de 2017, ou simplesmente LNFA 2017, foi a quarta edição do campeonato de futebol americano do Brasil correspondente à divisão inferior do Brasil Futebol Americano de 2017. Foi a primeira edição na qual a liga homônima dos clubes foi organizadora da competição sob chancela da Confederação Brasileira de Futebol Americano (CBFA). A Liga Nordestina de Futebol Americano (LINEFA) continua na organização da competição na Região Nordeste.
O Sorriso Hornets conquista o título invicto ao derrotar o Jaraguá Breakers na final, o Nacional Bowl.

## Fórmula de disputa
Os times estavam divididos em quatro conferências: Nordeste, Centro-Oeste, Sudeste e Sul. Na temporada regular, só havendo confrontos entre times das mesmas conferências e cada time realiza quatro jogos, sendo dois jogos em casa e dois jogos fora. Os mandos de campo dos Playoffs são sempre dos times com melhores campanhas.
A Conferência Nordeste, organizada pela LINEFA, com dez times divididos em dois grupos: Norte e Sul. Classificam-se os dois melhores colocados de cada grupo para as semifinais com o melhor classificado enfrentado o segundo colocado do outro grupo. Os dois vencedores disputam a final, garantindo ao vencedor o título da Liga Nordeste de 2017 e uma vaga direta ao Brasil Futebol Americano de 2018 (BFA 2018). Por questão de logística os participantes da Conferência Nordeste não disputam o título da Liga Nacional.
A Conferência Centro-Oeste (Grupo A) com cinco times no qual todos jogam contra todos. Os dois melhores times avançam diretamente às quartas de final dos Playoffs. Os dois se enfrentam nessa fase. O vencedor do jogo torna-se o campeão da conferência, garante vaga no BFA 2018 e classifica-se às semifinais para enfrentar um representante da Conferência Sudeste.
A Conferência Sudeste com quinze times divididos em três grupos: B, C e D. Classificam-se os dois melhores primeiros colocados dos grupos diretamente às quartas de final dos Playoffs. O pior primeiro colocado dos grupos e os três segundos colocados de cada grupo classifica-se para a fase Wild Card dos Playoffs, com pior primeiro colocado enfrentado o pior segundo colocado dos grupos, enquanto os outros dois segundos colocados se enfrentam. Nas quartas de final, os dois melhores primeiros colocados dos grupos enfrentam os classificados da conferência da fase anterior. Os vencedores desses jogos classificam às semifinais, porém não se cruzam nessa fase. O melhor classificado ao final da competição torna-se o campeão da conferência e garante vaga no BFA 2018.
A Conferência Sul com dez times divididos em dois grupos: E e F. Classificam-se os dois melhores colocados de cada grupo para a fase Wild Card com o melhor classificado enfrentado o segundo colocado do outro grupo. Os dois vencedores se enfrenta nas quartas de final, garantindo ao vencedor o título da conferência, garante vaga no BFA 2018 e classifica-se às semifinais para enfrentar um representante da Conferência Sudeste.
Os vencedores das semifinais classificam-se à final da competição, o Nacional Bowl.

### Critérios de desempate
Os critérios de desempate são confronto direto e depois a força de tabela (que é a porcentagem obtida da razão entre o número total de vitórias pelo número total de partidas disputadas, de todos os adversários enfrentados por ela, na temporada regular). Só depois, e só se for necessário, é que será considerado o menor número de touchdowns sofridos, o saldo de pontos e por último sorteio.

## Equipes participantes
Este torneio conta com a participação de 40 equipes em suas quatro conferências.
| Conferência Centro-Oeste                                                                                        | Conferência Sudeste | Conferência Sudeste                                                                                                   | Conferência Sudeste                                                                                          |
| --- | --- | --- | --- |
| Grupo A - Brasília Alligators - Brasília Templários - Leões de Judá - Rondonópolis Hawks - Sorriso Hornets      | Grupo B - Botafogo Challengers - Ponte Preta Gorilas - Rio Preto Weilers - Taquaritinga Defenders - Uberlândia Lobos    | Grupo C - Fluminense Guerreiros - Mooca Destroyers - Piracicaba Cane Cuters - Sorocaba Vipers - Volta Redonda Falcons | Grupo D - Betim Bulldogs - Juiz de Fora Imperadores - Macaé Oilers - Jundiaí Ocelots - Palmeiras Locomotives |
| Conferência Sul                                                                                                 | Conferência Sul | Conferência Nordeste                                                                                                  | Conferência Nordeste                                                                                         |
| Grupo E - Curitiba Lions - Foz do Iguaçu Black Sharks - Jaraguá Breakers - Joinville Gladiators - Maringá Pyros | Grupo F - Bento Gonçalves Snakes - Criciúma Miners - Gaspar Black Hawks - Porto Alegre Gorillas - São Leopoldo Mustangs | Grupo Sul - Carrancas FA - Caruaru Wolves - Maceió Marechais - Recife Apaches - Sergipe Redentores                    | Grupo Norte - Arcoverde Templários - Olinda Sharks - Natal Scorpions - Roma Gladiadores - São Luís Sharks    |

## Classificação da Temporada Regular
Classificados para os Playoffs estão marcados em verde.

### Conferência Nordeste
Grupo Sul
| Pos | Times              | V | E | D | PCT  | PF | PS | SP  |
| --- | ------------------ | - | - | - | ---- | -- | -- | --- |
| 1   | Maceió Marechais   | 3 | 0 | 1 | .750 | 64 | 23 | 41  |
| 2   | Sergipe Redentores | 3 | 0 | 1 | .750 | 52 | 52 | 0   |
| 3   | Caruaru Wolves     | 2 | 0 | 2 | .500 | 75 | 50 | 25  |
| 4   | Recife Apaches     | 1 | 0 | 3 | .250 | 34 | 76 | -42 |
| 5   | Carrancas FA       | 1 | 0 | 3 | .250 | 38 | 62 | -24 |

Grupo Norte
| Pos | Times                | V | E | D | PCT   | PF | PS | SP  |
| --- | -------------------- | - | - | - | ----- | -- | -- | --- |
| 1   | Natal Scorpions      | 4 | 0 | 0 | 1.000 | 69 | 24 | 45  |
| 2   | Arcoverde Templários | 3 | 0 | 1 | .750  | 53 | 41 | 12  |
| 3   | São Luís Sharks      | 2 | 0 | 2 | .500  | 70 | 51 | 19  |
| 4   | Olinda Sharks        | 1 | 0 | 3 | .250  | 58 | 97 | -39 |
| 5   | Roma Gladiadores     | 0 | 0 | 4 | .000  | 31 | 68 | -37 |

### Conferência Centro-Oeste
Grupo A
| Pos | Times               | V | E | D | PCT   | PF  | PS  | SP   |
| --- | ------------------- | - | - | - | ----- | --- | --- | ---- |
| 1   | Sorriso Hornets     | 4 | 0 | 0 | 1.000 | 172 | 13  | 159  |
| 2   | Rondonópolis Hawks  | 3 | 0 | 1 | .750  | 88  | 61  | 27   |
| 3   | Leões de Judá       | 2 | 0 | 2 | .500  | 85  | 59  | 26   |
| 4   | Brasilia Templários | 1 | 0 | 3 | .250  | 50  | 100 | -50  |
| 5   | Brasília Alligators | 0 | 0 | 4 | .000  | 20  | 182 | -162 |

### Conferência Sudeste
O símbolo # indicada a classificação dentro da conferência.
Grupo B
| Pos | Times                  | V | E | D | PCT   | PF  | PS  | SP   |
| --- | ---------------------- | - | - | - | ----- | --- | --- | ---- |
| 1   | Ponte Preta Gorilas #2 | 4 | 0 | 0 | 1.000 | 175 | 28  | 102  |
| 2   | Rio Preto Weilers #4   | 3 | 0 | 1 | .750  | 129 | 25  | 104  |
| 3   | Botafogo Challengers   | 2 | 0 | 2 | .500  | 81  | 126 | -45  |
| 4   | Uberlândia Lobos       | 1 | 0 | 3 | .250  | 55  | 110 | -55  |
| 5   | Taquaritinga Defenders | 0 | 0 | 4 | .000  | 14  | 165 | -151 |

Grupo C
| Pos | Times                    | V | E | D | PCT   | PF  | PS | SP  |
| --- | ------------------------ | - | - | - | ----- | --- | -- | --- |
| 1   | Fluminense Guerreiros #1 | 4 | 0 | 0 | 1.000 | 108 | 26 | 82  |
| 2   | Volta Redonda Falcons #5 | 3 | 0 | 1 | .750  | 80  | 31 | 49  |
| 3   | Sorocaba Vipers          | 2 | 0 | 2 | .500  | 34  | 59 | -25 |
| 4   | Piracicaba Cane Cuters   | 1 | 0 | 3 | .250  | 34  | 85 | -51 |
| 5   | Mooca Destroyers         | 0 | 0 | 4 | .000  | 41  | 96 | -55 |

Grupo D
| Pos | Times                       | V | E | D | PCT   | PF  | PS  | SP   |
| --- | --------------------------- | - | - | - | ----- | --- | --- | ---- |
| 1   | Juiz de Fora Imperadores #3 | 4 | 0 | 0 | 1.000 | 116 | 30  | 86   |
| 2   | Macaé Oilers #6             | 3 | 0 | 1 | .750  | 127 | 34  | 93   |
| 3   | Palmeiras Locomotives       | 2 | 0 | 2 | .500  | 91  | 73  | 18   |
| 4   | Jundiaí Ocelots             | 1 | 0 | 3 | .250  | 58  | 88  | -30  |
| 5   | Betim Bulldogs              | 0 | 0 | 4 | .000  | 10  | 177 | -167 |

### Conferência Sul
Grupo E
| Pos | Times                      | V | E | D | PCT   | PF  | PS  | SP   |
| --- | -------------------------- | - | - | - | ----- | --- | --- | ---- |
| 1   | Jaraguá Breakers           | 4 | 0 | 0 | 1.000 | 125 | 17  | 108  |
| 2   | Maringá Pyros              | 3 | 0 | 1 | .750  | 114 | 20  | 94   |
| 3   | Foz do Iguaçu Black Sharks | 2 | 0 | 2 | .500  | 51  | 104 | -53  |
| 4   | Joinville Gladiators       | 1 | 0 | 3 | .250  | 52  | 70  | -18  |
| 5   | Curitiba Lions             | 0 | 0 | 4 | .000  | 12  | 143 | -131 |

Grupo F
| Pos | Times                  | V | E | D | PCT   | PF  | PS  | SP   |
| --- | ---------------------- | - | - | - | ----- | --- | --- | ---- |
| 1   | Gaspar Black Hawks     | 4 | 0 | 0 | 1.000 | 188 | 20  | 168  |
| 2   | Bento Gonçalves Snakes | 3 | 0 | 1 | .750  | 118 | 72  | 46   |
| 3   | Criciúma Miners        | 2 | 0 | 2 | .500  | 139 | 81  | 58   |
| 4   | Porto Alegre Gorillas  | 1 | 0 | 3 | .250  | 92  | 84  | 8    |
| 5   | São Leopoldo Mustangs  | 0 | 0 | 4 | .000  | 0   | 280 | -280 |

## Playoffs
Em itálico, os times que possuem o mando de campo e em negrito os times classificados.
 Campeões de Conferência e promovidos ao Brasil Futebol Americano de 2018.

### Conferência Nordeste
|  | Semifinais | Semifinais           | Semifinais      |    |  | Final            | Final | Final |
|  |            |                      |                 |    |  |                  |       |       |
|  | S1         | Maceió Marechais     | 36              |    |  |                  |       |       |
|  | N2         | Arcoverde Templários | 13              |    |  |                  |       |       |
|  |            |                      |                 |    |  | Maceió Marechais | 27    |       |
|  |            |                      | Natal Scorpions | 35 |  |                  |       |       |
|  | N1         | Natal Scorpions      | 29              |    |  |                  |       |       |
|  | S2         | Sergipe Redentores   | 26              |    |  |                  |       |       |

### Conferências Centro-Oeste, Sudeste e Sul
|  | Wild Card | Wild Card                | Wild Card         |                       |    | Quartas-de-final         | Quartas-de-final | Quartas-de-final         |    |  | Semifinais | Semifinais | Semifinais      |    |  | Nacional Bowl | Nacional Bowl | Nacional Bowl |
|  |           |                          |                   |                       |    |                          |                  |                          |    |  |            |            |                 |    |  |               |               |               |
|  |           |                          |                   |                       |    |                          |                  |                          |    |  |            |            |                 |    |  |               |               |               |
|  |           | A1                       | Sorriso Hornets   | 27                    |    |                          |                  |                          |    |  |            |            |                 |    |  |               |               |               |
|  |           |                          |                   | 27                    |    |                          |                  |                          |    |  |            |            |                 |    |  |               |               |               |
|  |           |                          | A2                | Rondonópolis Hawks    | 07 |                          |                  |                          |    |  |            |            |                 |    |  |               |               |               |
|  |           |                          | A2                | Rondonópolis Hawks    | 07 |                          |                  |                          |    |  |            |            |                 |    |  |               |               |               |
|  |           |                          |                   |                       |    |                          |                  |                          |    |  |            |            |                 |    |  |               |               |               |
|  |           |                          |                   |                       |    |                          |                  |                          |    |  |            |            |                 |    |  |               |               |               |
|  |           |                          |                   |                       |    |                          |                  | Sorriso Hornets          | 13 |  |            |            |                 |    |  |               |               |               |
|  |           |                          |                   |                       |    |                          |                  |                          | 13 |  |            |            |                 |    |  |               |               |               |
|  |           |                          | Rio Preto Weilers | 06                    |    |                          |                  |                          |    |  |            |            |                 |    |  |               |               |               |
|  | SE4       | Rio Preto Weilers        | Rio Preto Weilers | 06                    | 34 |                          |                  |                          |    |  |            |            |                 |    |  |               |               |               |
|  | SE4       | Rio Preto Weilers        |                   |                       | 34 |                          |                  |                          |    |  |            |            |                 |    |  |               |               |               |
|  | SE5       | Volta Redonda Falcons    | 08                |                       |    |                          |                  |                          |    |  |            |            |                 |    |  |               |               |               |
|  | SE5       | Volta Redonda Falcons    | 08                |                       |    | Rio Preto Weilers        | 21               |                          |    |  |            |            |                 |    |  |               |               |               |
|  |           |                          |                   |                       |    | Rio Preto Weilers        | 21               |                          |    |  |            |            |                 |    |  |               |               |               |
|  |           |                          | SE1               | Fluminense Guerreiros | 06 |                          |                  |                          |    |  |            |            |                 |    |  |               |               |               |
|  |           |                          | SE1               | Fluminense Guerreiros | 06 |                          |                  |                          |    |  |            |            |                 |    |  |               |               |               |
|  |           |                          |                   |                       |    |                          |                  |                          |    |  |            |            |                 |    |  |               |               |               |
|  |           |                          |                   |                       |    |                          |                  |                          |    |  |            |            |                 |    |  |               |               |               |
|  |           |                          |                   |                       |    |                          |                  |                          |    |  |            |            | Sorriso Hornets | 12 |  |               |               |               |
|  |           |                          |                   |                       |    |                          |                  |                          |    |  |            |            |                 |    |  |               |               |               |
|  |           |                          | Jaraguá Breakers  | 10                    |    |                          |                  |                          |    |  |            |            |                 |    |  |               |               |               |
|  | SE3       | Juiz de Fora Imperadores | Jaraguá Breakers  | 10                    | 27 |                          |                  |                          |    |  |            |            |                 |    |  |               |               |               |
|  | SE3       | Juiz de Fora Imperadores |                   |                       | 27 |                          |                  |                          |    |  |            |            |                 |    |  |               |               |               |
|  | SE6       | Macaé Oilers             | 07                |                       |    |                          |                  |                          |    |  |            |            |                 |    |  |               |               |               |
|  | SE6       | Macaé Oilers             | 07                |                       |    | Juiz de Fora Imperadores | 42               |                          |    |  |            |            |                 |    |  |               |               |               |
|  |           |                          |                   |                       |    | Juiz de Fora Imperadores | 42               |                          |    |  |            |            |                 |    |  |               |               |               |
|  |           |                          | SE2               | Ponte Preta Gorilas   | 34 |                          |                  |                          |    |  |            |            |                 |    |  |               |               |               |
|  |           |                          | SE2               | Ponte Preta Gorilas   | 34 |                          |                  |                          |    |  |            |            |                 |    |  |               |               |               |
|  |           |                          |                   |                       |    |                          |                  |                          |    |  |            |            |                 |    |  |               |               |               |
|  |           |                          |                   |                       |    |                          |                  |                          |    |  |            |            |                 |    |  |               |               |               |
|  |           |                          |                   |                       |    |                          |                  | Juiz de Fora Imperadores | 14 |  |            |            |                 |    |  |               |               |               |
|  |           |                          |                   |                       |    |                          |                  |                          | 14 |  |            |            |                 |    |  |               |               |               |
|  |           |                          | Jaraguá Breakers  | 21                    |    |                          |                  |                          |    |  |            |            |                 |    |  |               |               |               |
|  | E1        | Jaraguá Breakers         | Jaraguá Breakers  | 21                    | 21 |                          |                  |                          |    |  |            |            |                 |    |  |               |               |               |
|  | E1        | Jaraguá Breakers         |                   |                       | 21 |                          |                  |                          |    |  |            |            |                 |    |  |               |               |               |
|  | F2        | Bento Gonçalves Snakes   | 00                |                       |    |                          |                  |                          |    |  |            |            |                 |    |  |               |               |               |
|  | F2        | Bento Gonçalves Snakes   | 00                |                       |    | Jaraguá Breakers         | 21               |                          |    |  |            |            |                 |    |  |               |               |               |
|  |           |                          |                   |                       |    | Jaraguá Breakers         | 21               |                          |    |  |            |            |                 |    |  |               |               |               |
|  |           |                          |                   | Gaspar Black Hawks    | 20 |                          |                  |                          |    |  |            |            |                 |    |  |               |               |               |
|  | F1        | Gaspar Black Hawks       | 14[a]             | Gaspar Black Hawks    | 20 |                          |                  |                          |    |  |            |            |                 |    |  |               |               |               |
|  | F1        | Gaspar Black Hawks       | 14[a]             |                       |    |                          |                  |                          |    |  |            |            |                 |    |  |               |               |               |
|  | E2        | Maringá Pyros            | 03                |                       |    |                          |                  |                          |    |  |            |            |                 |    |  |               |               |               |

## Nacional Bowl
| 2 de dezembro 17:00 UTC -3 | Relatório | Sorriso Hornets | 12–10 | Jaraguá Breakers |  | Estádio Toca do Lobo, Sorriso-MT |  |

## Premiações
| Nacional Bowl                       |
| Mato Grosso                         |
| ----------------------------------- |
| Sorriso Hornets Campeão (1º título) |

| Liga Nordeste                       |
| Rio Grande do Norte                 |
| ----------------------------------- |
| Natal Scorpions Campeão (1º título) |